# Heavy Metal Maniac
Heavy Metal Maniac —   первый студийный альбом спид-металлической  канадской группы Exciter, вышедший на Shrapnel Records в 1983 году. Альбом был переиздан Megaforce Records в 2005 году.

## Список композиций
1. «The Holocaust» ( Джон Риччи, Дэн Бихлер) – 1:39 (instrumental)
2. «Stand Up and Fight» ( Бихлер, Риччи) – 2:47
3. «Heavy Metal Maniac» ( Риччи, Бихлер) – 3:47
4. «Iron Dogs» ( Бихлер, Риччи) – 5:58
5. «Mistress of Evil» ( Алан Джонсон ) – 5:13
6. «Under Attack» ( Бихлер, Риччи, Клинт[4]) – 4:17
7. «Rising of the Dead» (Джонсон, Бихлер) – 3:32
8. «Black Witch» ( Риччи, Бихлер) – 6:59
9. «Cry of the Banshee» ( Джонсон, Бихлер) – 3:47

2005 CD edition bonus tracks
1. «World War III» (записан на Nimbus Sound Stage Studios, Торонто, Июнь 1981)
2. «Evil Sinner» (записан на Pyramid Sound, Ithaca, N.Y., Ноябрь 1983)
3. «Interview # 1A»
4. «Interview # 1B»
5. «Interview # 2»

## Участники записи
- Дэн Бихлер (Dan Beehler) — ударные, вокал
- Джон Риччи (John Ricci) — гитара, бэк-вокал
- Алан Джонсон (Allan Johnson) — бас-гитара, бэк-вокал